# BC-4
BC-4 ist der Name einer Satellitenkamera, die in den 1960er Jahren von der optischen Firma Wild Heerbrugg für Zwecke der Satellitengeodäsie entwickelt und gebaut wurde.
Der Name steht für Ballistische Kamera (BC) und den Unterbau des großen Universal-Theodolits Wild T4, dessen Alhidade zu einer sehr stabilen Montierung für die Kamera umgebaut wurde. Sie ist damit auch für Zwecke der Satellitenfotogrammetrie einsetzbar.
Die BC-4 wurde in etwa 100 Exemplaren und in zwei Varianten gebaut:
- kurzbrennweitig (Objektiv-Brennweite 30 cm) mit höherer Lichtstärke
- langbrennweitig (Objektivbrennweite 45 cm) mit höherer Auflösung.
- Beide Varianten verwendeten Fotoplatten derselben Dimension von 18 cm × 18 cm.

Neben der allgemeinen Satellitenbeobachtung erfolgte der wichtigste Einsatz dieser etwa 50 kg schweren Spezialkamera 1969–1974 im Weltnetz der Satellitentriangulation. Dieses aus 46 Bodenstationen bestehende globale Vermessungsnetz nullter Ordnung ermöglichte erstmals eine genaue geodätische Verbindung aller Kontinente.
Die Kamera selbst hat Ähnlichkeit mit den Luftbildkameras, wie sie in der Aerofotogrammetrie eingesetzt werden. Sie wird jedoch nicht nach unten, sondern schräg nach oben zum Nachthimmel gerichtet, um dort fotografisch die Bahnspuren von künstlichen Erdsatelliten aufzunehmen.
Der Terminus ballistisch bedeutet, dass die Kamera auch für Messbilder von ballistischen Raketen (Höhenforschungsraketen) ausgelegt wurde sowie zur Beobachtung von Ballonsonden. Sie nimmt gleichzeitig mit der Raketen- beziehungsweise Satellitenspur auch den Sternhimmel auf, vor dessen Hintergrund die Auswertung in einem räumlichen Koordinatensystem erfolgt. Die Methode entspricht der 1959 entwickelten Stellartriangulation des finnischen Geodäten Yrjö Väisälä.
Während der Aufnahme bleibt die Kamera fix nach dem Sternhimmel ausgerichtet, wird also im Gegensatz zu Astrografen (auf Sternwarten) oder zur Baker-Nunn-Kamera weder den Sternen noch den Satelliten nachgeführt. Die Sterne bilden sich daher als kurze, durch Zeitmarken unterbrochene Spuren ab, die Satelliten hingegen als lange Strichspuren. Zur Herstellung der Zeitmarken dient ein vor dem Kameraobjektiv angebrachter Rotationsverschluss.